# One (album Bee Gees)
One è il diciottesimo album dei Bee Gees, uscito nel 1989.

## Tracce
1. Ordinary Lives – 4:01
2. One – 4:55
3. Bodyguard – 5:21
4. Tears – 4:17
5. Tokyo Nights – 3:56
6. Flesh and Blood – 4:44
7. Wish You Were Here – 4:44
8. House of Shame – 3:56
9. Will You Ever Let Me – 5:58
10. Wing and a Prayer – 4:10